# Minahasa (lud)

Mapa etnograficzna półwyspu Minahasa

Minahasa (także Minahassa) – austronezyjska grupa etniczna z wyspy Celebes (Sulawesi) w Indonezji. Według szacunków ich populacja wynosi od 650 tys. do 1,25 mln osób. Zamieszkują tereny prowincji Celebes Północny, a konkretniej północno-wschodni skrawek półwyspu Minahasa.
Są wewnętrznie zróżnicowani, dzielą się na szereg podgrup. Posługują się kilkoma językami minahaskimi z wielkiej rodziny austronezyjskiej, a także malajskim miasta Manado (lokalna lingua franca) i indonezyjskim. Historycznie w szerszym użyciu był też język niderlandzki. Ich rodzime języki to: tombulu, tonsawang (tombatu), tonsea, tondano (tolour) i tontemboan (tompakewa) (języki minahaskie sensu stricto) oraz bantik, ratahan (bentenan) i ponosakan. Pod względem językowym są bliżsi ludności Filipin aniżeli ludom południowego Sulawesi. Wykształcili piśmiennictwo na bazie alfabetu łacińskiego. Większość z nich to chrześcijanie.
Zajmują się rolnictwem (kukurydza, warzywa, owoce, ryż, palma kokosowa, przyprawy), rozwinęli również rybołówstwo i hodowlę zwierząt. Bardzo wielu pracuje w administracji. Tradycyjny ubiór – sarong, kain tenun, od XIX wieku wypierany przez ubiór europejski. Małżeństwo ma charakter patrylokalny. Organizacja społeczna bazuje na bilateralnym systemie pokrewieństwa (w linii matki i w linii ojca). Posługują się nazwiskami (zamężne kobiety podają swoje nazwisko rodowe po nazwisku męża), co nie jest w Indonezji zupełnie powszechne. Tradycja małżeństw aranżowanych zanikła. Mają bogaty folklor, zwłaszcza muzyczny i taneczny. Tradycyjny taniec wojenny – kabasaran (cakalele), znany również na Molukach.
W języku indonezyjskim bywają określani jako orang Manado (zamiast orang Minahasa). Manado to bowiem główne miasto regionu, a zarazem ośrodek administracyjny prowincji Celebes Północny. Nie jest to jednak ścisłe określenie żadnej grupy etnicznej. Czasem tym mianem określa się ogólnie ludność prowincji, zwłaszcza poza regionem. Na genezę orang Manado (ludności miasta Manado i okolic) składają się różne społeczności (w tym Minahasa, Sangir, Gorontalo, Ternate i Bolaang-Mongondow), wraz z obcokrajowcami i przybyszami z innych części archipelagu. Wśród Minahasa – zwłaszcza poza lokalną ojczyzną – spotyka się termin kawanua, który określa osobę z tego samego regionu, wsi lub grupy językowej.
Pod względem udziału w administracji i życiu publicznym Minahasa stanowią dominującą grupę etniczną prowincji Celebes Północny. Skupiska ludu Minahasa są obecne w różnych regionach Indonezji, m.in. w Dżakarcie oraz na całym obszarze wyspy Celebes i w pobliskich zakątkach kraju. Poza Indonezją wiele osób pochodzenia minahaskiego zamieszkuje Holandię, a także Stany Zjednoczone.

## Historia
Lud Minahasa znalazł się pod silnym wpływem kolonialnego systemu edukacji i kultur europejskich – holenderskiej i hiszpańskiej. Holenderskie władze kolonialne faworyzowały ludność Minahasa w polityce oświatowej, co zapewniło im przewagę społeczną nad innymi grupami etnicznymi. Prowincja Celebes Północny pozostaje jednym z najlepiej rozwiniętych regionów Indonezji (gospodarczo i pod względem poziomu życia). Minahasa w większości wyznają chrześcijaństwo (przede wszystkim protestantyzm), choć są wśród nich również muzułmanie sunnici; po części utrzymują także wcześniejsze wierzenia tradycyjne. Rodzime wierzenia Minahasa obejmują wiarę w duchy i kult przodków.
W czasach przedkolonialnych mieszkańcy regionu Minahasa nie tworzyli żadnych królestw, czym odróżniają się od wielu innych indonezyjskich grup etnicznych. Miejscowe społeczności często pozostawały w stanie konfliktu. Tradycyjnie tworzyli niezależne jednostki polityczne zwane walak. Sama nazwa Minahasa znaczy tyle, co „zjednoczeni” (od wczesnej konfederacji plemion, która powstała w celu stawienia oporu ich sąsiadom – Bolaang-Mongondow). Stąd też wywodzą się dzisiejsze podgrupy Minahasa: Tonsea, Tombulu, Tontemboan (Tompakewa), Tondano (Tolour), Tonsawang (Tombatu), Pasan Ratahan (Bentenan), Ponosakan, Babontehu, Bantik. Mniejszościowe grupy Bentenan, Bantik i Ponosakan, które są odrębne pod względem przynależności językowej, bywają wyłączane spod terminu „Minahasa”. Ponosakan uchodzą za potomków przybyszy z regionu Mongondow. Wspólna tożsamość etniczna Minahasa wytworzyła się w latach 20. XIX wieku.
W przeszłości ludność regionu była pod wpływem politycznym i kulturowym Sułtanatu Ternate (Moluki Północne) i przejęła lokalną odmianę języka malajskiego. Rodzime mity Minahasa, wraz z pożyczkami językowymi, potwierdzają ich związek z ludem Ternate i regionem północnych Moluków. W przeciwieństwie do pobliskich ludów Gorontalo i Bolaang-Mongondow nie ulegli jednak islamizacji. Kontakty z Europejczykami utrzymywali od XVI wieku. Dotarły do nich wpływy portugalskie, hiszpańskie i holenderskie. W II poł. XVI wieku przybyli pierwsi portugalscy misjonarze. Niemniej aż do lat 20. XIX wieku zasięg chrześcijaństwa ograniczał się do pewnych nadbrzeżnych miejscowości. Historycznie region Minahasa miał strategiczne znaczenie w handlu azjatyckim, ze względu na swoje położenie między Morzem Moluckim a Celebes. 
Pod wpływem europejskim porzucili znaczną część swojej rodzimej kultury. Są jedną z indonezyjskich grup etnicznych, u których bardzo szybko doszło do przemian spowodowanych kolonizacją. Szeroko zakrojona działalność misjonarzy protestanckich w XIX wieku doprowadziła do pomyślnej chrystianizacji ludności Minahasa, a holenderski system szkolnictwa przyczynił się do rozpowszechnienia języka malajskiego, pełniącego funkcję spoiwa dla nowej tożsamości Minahasa. W okresie kolonialnym część lokalnych elit wyrażała wręcz aspiracje, by region stał się prowincją niderlandzką; obszar ten bywał określany mianem „dwunastej prowincji Holandii”. Ponadto w najnowszych czasach zmienia się stopień użycia miejscowych języków. O ile w regionie Minahasa wciąż występują rdzenne języki z grupy filipińskiej języków austronezyjskich, to te znajdują się pod naciskiem lokalnego malajskiego. Ekspansja malajskiego może doprowadzić do całkowitego zaniku języków minahaskich w ciągu kilku następnych pokoleń. Miejscowy malajski i chrześcijaństwo stały się elementami tożsamości etnicznej Minahasa.

## Galeria

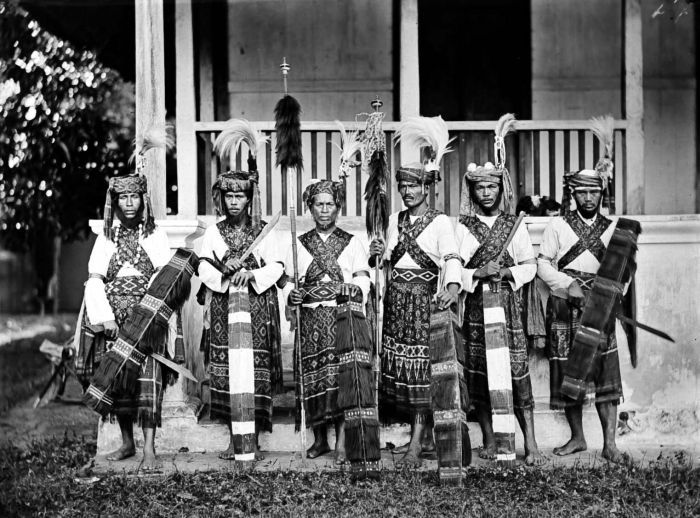
Wojownicy z ludu Minahasa
Dom Minahasa
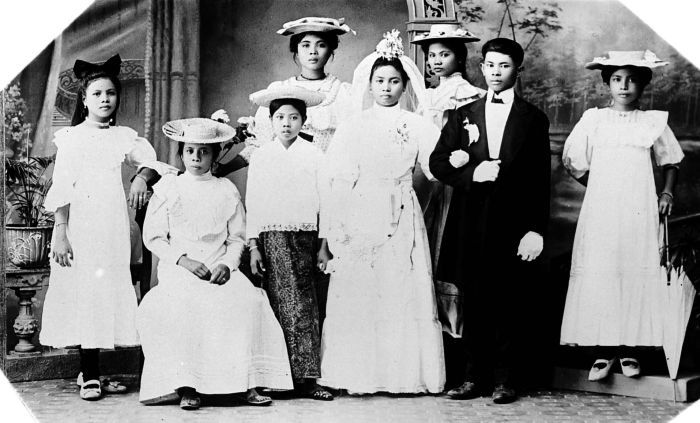
Ślub Minahasa
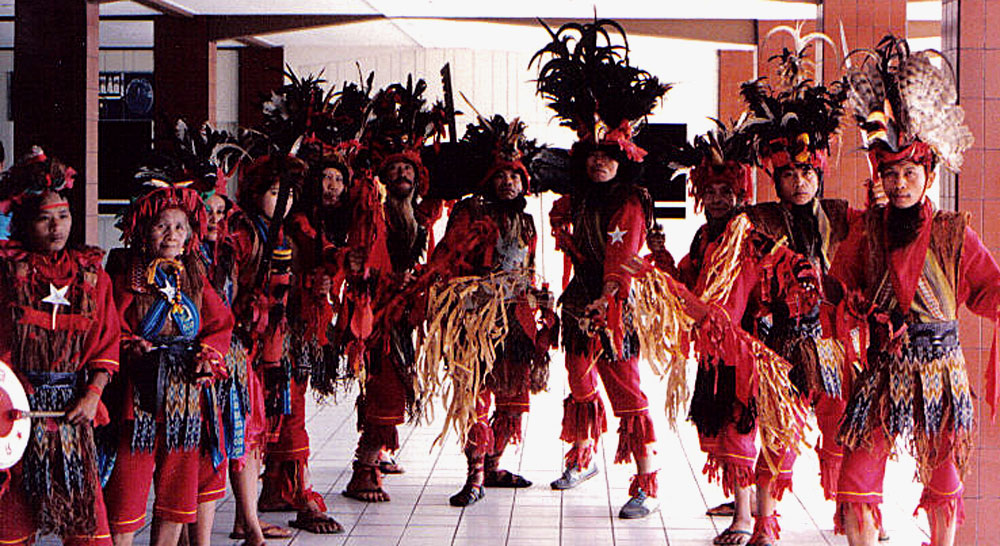
Taniec wojenny kabasaran